# Янгиз
Янгиз — река в России, протекает в Оренбургской области. Устье реки находится в 6 км по правому берегу реки Салмыш. Длина реки составляет 76 км. В 60 км от устья впадает левый приток — Богдановка.

## Происхождение названия
Предположительно, вначале топоним был двухсловным, по типу Янгыз-кайын («Одинокая береза») в Башкирии, позже основная часть названия была опущена, а определение («янгыз») осталось. По другой версии, гидроним восходит к татарскому личному мужскому имени Энгиз (имя по происхождению иранское).

## Данные водного реестра
По данным государственного водного реестра России относится к Уральскому бассейновому округу, водохозяйственный участок реки — Сакмара от впадения реки Большой Ик и до устья, речной подбассейн реки — подбассейн отсутствует. Речной бассейн реки — Урал (российская часть бассейна).
Код объекта в государственном водном реестре — 12010000712112200007067.